# 김뮤즈
김뮤즈(본명: 김정아, 1999년 1월 4일~)는 대한민국의 가수이며, 2022년 싱글 앨범 《Dear My》로 정식 데뷔했다.

## 방송
- 보컬플레이 2 (2019) - Top8(6위)

## 음반
- 보컬플레이 : 캠퍼스 뮤직 올림피아드 [학교 대표 연합전] PART 2 (2019)
- 보컬플레이 : 캠퍼스 뮤직 올림피아드 [학교 대표 16강전] PART 2 (2019)
- Dear My (2022)
- 택배 (2023)